# 블룸워크
블룸워크(Bloomwork)는 대전광역시에 위치한 유니버셜 디자인 및 캐릭터 디자인 업체이다. 2020년 4월부터는 전국 최초의 베리어 프리(Barrier Free) 청년공간 청춘너나들이를 운영하여 장애인과 비장애인이 어울릴 수 있는 환경조성과 프로그램을 운영하고 있다. 2020년 11월에는 아모레퍼시픽과 협업하여 장애인식개선 활동을 진행하기도 하였다.

## 연혁
- 2017년 블룸워크 법인설립, 사회적기업가육성사업 선정
- 2018년 대전광역시 예비사회적기업 지정, 발달장애인 아티스트 발굴 및 교육
- 2019년 AOTP 디자인 라이선싱 월드타임손목시계 제작, 장애인 인식개선 교육기관 지정
- 2020년 대전광역시 베리어프리 공간 청춘너나들이 운영사 선정[2]
- 2020년 대전광역시 스카이로드 <블룸워크 미디어 아트전> 개최[3]
- 2020년 포스코 ICT, 장애인식개선 유튜브 공모전 수상[4]
- 2020년 장애인식 개선을 위한 <제1회 에이블아트전> 개최[5]

## 같이 보기
- 대전광역시